# Keikichi Ōsaka
Keikichi Ōsaka (大阪圭吉, Osaka Keikichi), né en 1912 et mort en 1945, est un auteur japonais de nouvelles policières.

## Biographie
Keikichi Ōsaka, de son vrai nom Fukutarō Suzuki, est né le 20 mars 1912 à Shinshiro, dans la préfecture d'Aichi.
Sur la recommandation de son mentor, Saburō Kōga (ja), il publie en octobre 1932 sa première nouvelle, "Le pendu du grand magasin" (Depāto no kōkeiri). Pionnier du genre honkaku misuterī (polar orthodoxe), variante japonaise du whodunit dans lequel la logique occupe une grande place, il publiera une trentaine de nouvelles entre 1932 et 1945, dont "La locomotive en deuil" (Tomurai kikansha) ou "Les trois fous" (San kyōjin).
Ses nouvelles présentent dans la plupart des cas trois caractéristiques : un crime qui semble matériellement impossible, voire surnaturel ; un cadre insolite ou mystérieux ; un détective amateur qui résout l'énigme.
Mobilisé lors de la Seconde Guerre mondiale, il est envoyé aux Philippines où il meurt de maladie le 2 juillet 1945. À la suite de sa disparition prématurée à l'âge de 33 ans, il tombe dans l'oubli. Ce n'est qu'à la renaissance du genre honkaku, à partir des années 1980-1990, que son œuvre est peu à peu redécouverte. Trois recueils sont finalement publiés en 2001 et 2010 au Japon. En 2017, douze de ses textes sont également traduits en anglais dans le recueil The Ginza Ghost.

### Recueils en langue originale
Tomurai Kikansha, éditions Sōgen Suiri Bunko (2001).  (ISBN 978-4488437015)
- Tomurai kikansha (とむらい機関車)
- Depāto no kōkeiri (デパートの絞刑吏)
- Kankanmushi satsujin jiken (カンカン虫殺人事件)
- Shirozame-gō no satsujin jiken (白鮫号の殺人事件)
- Kichigai kikansha (気狂い機関車)
- Ishibei yūrei (石塀幽霊)
- Ayatsuri saiban (あやつり裁判)
- Yukige (雪解)
- Kōki (坑鬼)

Ginza Yūrei, éditions Sōgen Suiri Bunko (2001).  (ISBN 978-4488437022)
- San kyōjin (三狂人)
- Ginza yūrei (銀座幽霊)
- Kan no yobare (寒の夜晴れ)
- Tōdaiki (燈台鬼)
- Ugokanu geigun (動かぬ鯨群)
- Hanataba no mushi (花束の虫)
- Chinnyūsha (闖入者)
- Hakuyō (白妖)
- Dai hyakka chūmonsha (大百貨注文者)
- Ningen tōdai (人間燈台)
- Yūrei tsuma (幽霊妻)

Ōsaka Keikichi Tantei Shōsetsu-sen, éditions Ronsō Misuterī Sōsho (2010).  (ISBN 978-4846009168)
- Tōkyō daigo butai (東京第五部隊)
- Kinpatsu biyōshi (金髪美容師)
- Akai sukēto fuku no musume (赤いスケート服の娘)
- Kamen no shinnichi (仮面の親日)
- Gimon no S (疑問のS)
- Machi no sensuifu (街の潜水夫)
- Kōmō tokkyūsha (紅毛特急車)
- Kūchū no sanposha (空中の散歩者)
- Kaitei chōhōkyoku (海底諜報局)
- Kanchō Manshū ni ari (間諜満洲にあり)
- Hyakumannin no Masamune (百万人の正宗)

### Traductions
The Ginza Ghost, éditions Locked Room International (2017). Traduit du japonais par Ho-Ling Wong.  (ISBN 978-1543057423). 
- The Hangman of the Department Store
- The Phantasm of the Stone Wall
- The Mourning Locomotive
- The Monster of the Lighthouse
- The Phantom Wife
- The Mesmerizing Light
- The Cold Night's Clearing
- The Three Madmen
- The Guardian of the Lighthouse
- The Demon in the Mine
- The Hungry Letter-Box
- The Ginza Ghost

## Sources
1. ↑  (ja) « 大阪圭吉 », sur Site officiel de la ville de Shinshiro,‎ 16 décembre 2019 (consulté le 11 juin 2020)
2. ↑  (en) « Fiction Book Review: The Ginza Ghost by Keikichi Osaka », sur Publishers Weekly, 17 avril 2017 (consulté le 11 juin 2020)
3. ↑  (en) « The Ginza Ghost by Keikichi Osaka », sur Locked Room International (consulté le 11 juin 2020)